# Episodi di NYPD - New York Police Department (dodicesima stagione)
La dodicesima e ultima stagione della serie televisiva NYPD - New York Police Department è stata trasmessa in prima visione negli Stati Uniti d'America da ABC dal 21 settembre 2004 al 1º marzo 2005.
In Italia è stata trasmessa in prima visione da Iris dal 25 aprile al 27 giugno 2010.
| nº | Titolo originale                           | Titolo italiano                | Prima TV USA      | Prima TV Italia |
| -- | ------------------------------------------ | ------------------------------ | ----------------- | --------------- |
| 1  | Dress for Success                          | Sotto mentite spoglie          | 21 settembre 2004 | 25 aprile 2010  |
| 2  | Fish Out of Water                          | Pesci fuor d'acqua             | 28 settembre 2004 | 25 aprile 2010  |
| 3  | Great Balls of Ire                         | Il passato non passa mai       | 12 ottobre 2004   | 2 maggio 2010   |
| 4  | Divorce, Detective Style                   | Divorzio stile detective       | 19 ottobre 2004   | 2 maggio 2010   |
| 5  | You're Buggin' Me                          | Minaccia di morte              | 26 ottobre 2004   | 9 maggio 2010   |
| 6  | The Vision Thing                           | La visione                     | 9 novembre 2004   | 9 maggio 2010   |
| 7  | My Dinner with Andy                        | Guai per Medavoy               | 16 novembre 2004  | 16 maggio 2010  |
| 8  | I Like Ike                                 | La confessione                 | 23 novembre 2004  | 16 maggio 2010  |
| 9  | The 3-H Club                               | L'omicida                      | 30 novembre 2004  | 23 maggio 2010  |
| 10 | The Dead Donald                            | La vicina di casa              | 7 dicembre 2004   | 23 maggio 2010  |
| 11 | Bale Out                                   | Il segreto di Bale             | 14 dicembre 2004  | 30 maggio 2010  |
| 12 | I Love My Wives, But Oh You Kid            | Un passato da alcolista        | 21 dicembre 2004  | 30 maggio 2010  |
| 13 | Stoli With a Twist                         | Sulle tracce del serial killer | 11 gennaio 2005   | 6 giugno 2010   |
| 14 | Stratis Fear                               | L'insospettabile               | 18 gennaio 2005   | 6 giugno 2010   |
| 15 | La Bomba                                   | Vendetta privata               | 25 gennaio 2005   | 13 giugno 2010  |
| 16 | Old Man Quiver                             | Risentimenti                   | 1º febbraio 2005  | 13 giugno 2010  |
| 17 | Sergeant Sipowicz' Lonely Hearts Club Band | Il senzatetto                  | 8 febbraio 2005   | 20 giugno 2010  |
| 18 | Lenny Scissorhands                         | Un malinconico arrivederci     | 15 febbraio 2005  | 20 giugno 2010  |
| 19 | Bale to the Chief                          | Un nuovo capo                  | 22 febbraio 2005  | 27 giugno 2010  |
| 20 | Moving Day                                 | Forza Sipowicz!                | 1º marzo 2005     | 27 giugno 2010  |